# 灰腹绣眼鸟
灰腹绣眼鸟（学名：Zosterops palpebrosa）为绣眼鸟科绣眼鸟属的鸟类，俗名绣眼鸟。分布于阿富汗、巴基斯坦、尼泊尔、锡金、印度、斯里兰卡、孟加拉、缅甸、中南半岛、菲律宾以及中国大陆的西藏、四川、云南、贵州、广西等地，一般生活环境同暗绿绣眼鸟。该物种的模式产地在印度。

## 亚种
- 灰腹绣眼鸟蒙自亚种（学名：Zosterops palpebrosa joannae）。该物种的模式产地在云南蒙自。[3]
- 灰腹绣眼鸟西南亚种（学名：Zosterops palpebrosa siamensis）。在中国大陆，分布于西藏、四川、云南、贵州、广西等地。该物种的模式产地在缅甸Tenasserim。[4]